# Gaetano Ponte
Gaetano Ponte (Palagonia, 21 giugno 1876 – Transacqua, 1955) è stato un vulcanologo italiano.

## Biografia
Nato in una famiglia della borghesia terriera siciliana, si laureò in scienze naturali presso l'Università di Catania nel 1903. Per completare gli studi nel campo della mineralogia si recò in Germania dove si specializzò presso l'Università di Lipsia.
Tornato in Italia, nel 1911 ottenne una cattedra di mineralogia presso l'Università di Catania. Qui si dedicò allo studio della vulcanologia e si adoperò per la fondazione di un istituto di vulcanologia presso l'università etnea.
Nel corso del XIX secolo erano stati fatti alcuni tentativi di creare una struttura atta all'osservazione dei fenomeni vulcanici sull'Etna, prima da parte di Mario Gemmellaro, che nel 1804 fece costruire un rifugio-osservatorio a circa 2940 mt., la Casa degli Inglesi o "Casa di Gemmellaro" primo osservatorio vulcanologico a quote elevate, mai realizzato per lo studio della vulcanologia e dei fenomeni collegati. Altro tentativo fu fatto dal professor Orazio Silvestri, nel 1879, utilizzando un ambiente dell'osservatorio astronomico Vincenzo Bellini del prof. Pietro Tacchini, appena realizzato. Il complesso era stato costruito incorporando nella struttura la Casa degli Inglesi acquistata dalla famiglia Gemmellaro. Nel 1881 Silvestri divenne direttore del Regio Osservatorio Vulcanologico Etneo, con l'appoggio anche di Ottorino De Fiore, ma la sua morte, avvenuta di li a poco, determinò l'abbandono del progetto e l'istituto da lui fondato fu smembrato e la stessa cattedra di vulcanologia non fu ripristinata.
Il professore Gaetano Ponte, riprese quindi il tentativo dei suoi predecessori, attivandosi per perorare la causa presso le autorità catanesi nell'intento di realizzare un istituto vulcanologico. L'eruzione del 1923 fu propizia per convincere le autorità sull'utilità dell'iniziativa portata avanti dal professor Ponte. I parlamentari catanesi si attivarono per far approvare il R.D. n° 1179 del 1933, mediante il quale si ottennero i fondi per la costruzione del primo istituto vulcanologico universitario d'Europa, unica struttura universitaria europea che avesse come finalità istituzionale lo studio dei vulcani.
La direzione venne affidata al professor Ponte con sede presso l'Università di Catania. Sull'Etna vennero creati l'Osservatorio vulcanologico Etneo a quota 2941 m s.l.m. e il rifugio Casa cantoniera che venne riadattato a stazione vulcanologica a quota 1881 m s.l.m. Oltre al monitoraggio dell'attività del vulcano, venne affrontato il problema della difesa delle due strutture contro l'attività eruttiva dell'Etna. L'attività venne poi inserita in una pubblicazione a cadenza mensile a cura dell'Accademia Gioenia.
Il merito maggiore di Gaetano Ponte è quello di avere creato a Catania, oltre che una struttura permanente per lo studio dei fenomeni vulcanici, una vera e propria scuola di alto livello per la preparazione ed il perfezionamento dei futuri più noti ricercatori del campo.
È sepolto nella tomba della famiglia Gulizia, presso il cimitero di Ramacca.